# Magyarpatak
Magyarpatak (románul: Făgetu) falu Romániában, Szilágy megyében.

## Fekvése
Szilágy megye és Bihar megye határán, a Réz-hegység északi oldalán, Kisbáród és Gyümölcsénes közt fekvő település.

## Története
Magyarpatak viszonylag újonnan keletkezett település.  1830-ban keletkezett, mikor a Bánffy család szlovák telepesekkel telepítette be.
A falu lakói a 20. század elején a Berettyó és Körös völgyében és a Réz-hegységben mezei munkából, favágásból és fafaragásból éltek.
Birtokosai voltak a báró Bánffy család tagjai; Bánffy Dezső, és a Hummel családok.
1847-ben 584 lakosából 534 római katolikus, 44 görögkatolikus, 1 református, 5 izraelita volt.
1890-ben 1412 lakosa volt, melyből 27 magyar, 1367 szlovák, 18 román, melyből 1371 római katolikus, 17 görögkatolikus, 24 izraelita volt. A házak száma ekkor233 volt.
1910-ben 1609 lakosából 15 magyar, 1573 szlovák, 21 román, ebből 1578 római katolikus, 27 görögkatolikus volt.
Magyarpatak a trianoni békeszerződés előtt Szilágy vármegye Krasznai járásához tartozott.
Anyakönyvet 1891-től vezetnek.

## Nevezetességek
- Római katolikus templom - 1894-ben épült. Szent István tiszteletére lett szentelve. Kőtornyában 3 harang van, melyekből az egyik 300 kg-os, rajta Szent László király képével, ezt 1894-ben öntötték. A másik 300 kg-os harangon Szent István király képmása látható. A harmadik harang 80 kg-os, ezt Váradon öntötték 1855-ben, a Boldogságos Szűz Mária tiszteletére.